# Малаван
«Малаван» (перс. باشگاه فوتبال ملوان بندر انزلى‎) — иранский футбольный клуб. Базируется в Энзели. Команда играет в Чемпионате Ирана по футболу.

## История
«Малаван» был основан в 1946 году. В 1976 году «Малаван» стал обладателем Кубка Ирана по футболу. В сезоне 2006 года «Малаван» занял 2-е место и получил право выступать в Премьер-Лиге. В сезоне 2007 года «Малаван» занял 16-е. В сезоне 2008 клуб занял 12-е место.